# Thomas Barth (Radsportler)

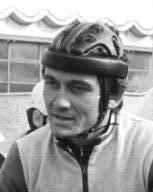
Thomas Barth am 21. April 1984 in Berlin: 27. Erich-Schulz-Gedenkrennen Berlin–Angermünde–Berlin über 165 km - Kurz vor dem Start vor der Werner-Seelenbinder-Halle im Gespräch

Thomas Barth (* 12. Februar 1960 in Zeulenroda, Bezirk Gera, DDR) ist ein ehemaliger deutscher Radrennfahrer. Für die DDR wurde er 1977 und 1978 Junioren-Weltmeister mit der Straßen-Mannschaft und erreichte bei den Olympischen Spielen 1980 Platz vier des Straßen-Einzelrennens.
Thomas Barth begann 1974 in der BSG Motor Zeulenroda mit dem Radsport und wechselte noch im selben Jahr zur SG Wismut Gera zum Trainer Werner Marschner. Einen Titel gewann er bei den Rennen der Kinder- und Jugendspartakiade 1977. 1977 und 1978 wurde er Junioren-Weltmeister im Straßen-Mannschaftszeitfahren. 1979 belegte er bei den UCI-Straßen-Weltmeisterschaften den elften Platz im Straßen-Einerfahren. Im gleichen Jahr wurde Barth Dritter der Bulgarien-Rundfahrt und gewann eine Etappe. Er wurde Zweiter der Setubal-Rundfahrt Portugal und gewann hier ebenfalls eine Etappe. Zudem belegte Barth den zehnten Platz bei der Tour du Vaucluse und der Kuba-Rundfahrt. 1980 gewann er eine Etappe der Thüringen-Rundfahrt und belegte in der Gesamtwertung den dritten Platz.
Thomas Barth nahm zehnmal, von 1980 bis 1989, an der Internationalen Friedensfahrt teil, dem damals bedeutendsten Amateur-Etappenrennen. Seine beste Gesamtplatzierung gelang ihm dort 1982 mit dem vierten Rang. 1984 gewann er die 7. Etappe. 1983 belegte er Platz vier im Einzelfahren der Radsport-Weltmeisterschaften in Altenrhein. 1982 gewann er zusammen mit Falk Boden, Jörg Köhler, Lutz Lötzsch, Olaf Ludwig und Andreas Petermann die Mannschaftswertung der Friedensfahrt. Dafür wurde die Mannschaft zu DDR-Sportlern des Jahres gewählt. Charakteristisch war seine mannschaftsdienliche Fahrweise. So verhalf er Bernd Drogan und Uwe Ampler 1982 beziehungsweise 1986 zum Gewinn des Weltmeistertitels im Straßeneinzel-Rennen der Amateure. In der DDR gewann er 1988 mit Rund um die Braunkohle eines der traditionsreichsten Radrennen. Die Belgien-Rundfahrt für Amateure gewann er 1989. 1983 startete er bei den UCI-Straßen-Weltmeisterschaften und wurde als Vierter im Straßenrennen der Amateure klassiert. 1980 gewann er die 6 Tage um den Preis der Jungen Welt mit Olaf Ludwig als Partner.
Nach der Wende wurde er Radprofi beim dänisch-niederländischen Radsportteam TVM, beendete unter anderem die Tour de France 1991. Nach Ende seiner Karriere engagierte er sich für den Erhalt der Friedensfahrt, konnte aber das Aus der Rundfahrt aus wirtschaftlichen Gründen nicht verhindern.
Sein Sohn Marcel Barth (* 1986) war ebenfalls Radrennfahrer.

## Gesamtsiege bei bedeutenden Radrennen
- 1982: Mittelmeer-Rundfahrt (Türkei)
- 1983: Mittelmeer-Rundfahrt (Türkei)
- 1985: Rumänien-Cup, Griechenland-Rundfahrt
- 1986: Berlin–Angermünde–Berlin, Rheinland-Pfalz-Rundfahrt
- 1988: Rund um die Braunkohle